# 27931 Zeitlin-Trinkle
27931 Zeitlin-Trinkle este un asteroid din centura principală de asteroizi.

## Descriere
27931 Zeitlin-Trinkle este un asteroid din centura principală de asteroizi. A fost descoperit pe 2 aprilie 1997 la Socorro, New Mexico, în cadrul proiectului LINEAR. Asteroidul prezintă o orbită caracterizată de o semiaxă mare de 2,32 ua, o excentricitate de 0,21 și o înclinație de 3,7° în raport cu ecliptica.